# Kościół Matki Bożej Bolesnej w Jerozolimie
Kościół Matki Bożej Bolesnej w Jerozolimie (hebr.: כנסיית גבירתנו הדואבת) – kościół (zwany niekiedy kaplicą) w muzułmańskiej dzielnicy Starego Miasta na Via Dolorosa, należący do Kościoła katolickiego obrządku ormiańskiego, upamiętnia miejsce, gdzie Jezus Chrystus dźwigający krzyż, spotkał swoją matkę Maryję; stąd dedykacja świątyni Matce Bożej Bolesnej. Kościół jest częścią zespołu budynków, będących siedzibą katolickiego ormiańskiego Patriarchatu Jerozolimskiego. W pobliżu znajduje się IV Stacja Drogi Krzyżowej.

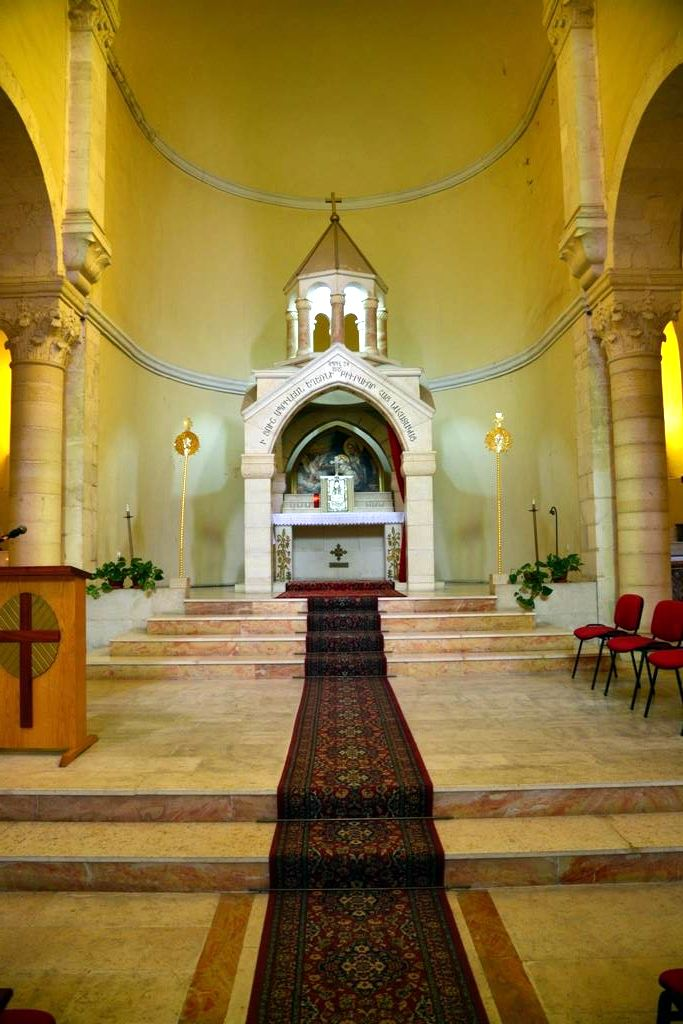
Wnętrze świątyni

## Historia
Przypuszczalnie w tym miejscu istniał kościół krzyżowców z XII wieku, który w XV wieku był już ruiną. W XVII wieku wybudowano tutaj Łaźnię Królewską (Hammam al-Sultan). W 1876 Kościół ormiański kupił budynek, zburzył go i w 1881 zbudował w tym miejscu neobizantyński kościół na planie krzyża, z kopułą, zachowując przy tym średniowieczną kryptę dawnego kościoła. Nad wejściem na podwórze przed kościołem znajduje się płaskorzeźba Spotkanie Matki z Synem, którą wykonał polski artysta Tadeusz Zieliński. Nad drzwiami kościoła umieszczono napis w języku armeńskim i łacinie: Twoją duszę przebił miecz. Kryptę zbudowano na planie kwadratu z 3 absydami. W krypcie znajduje się bizantyńska mozaika z IV-VI wieku, na której widoczne są domniemane odciski stóp Maryi. Pobliska Kaplica Omdlenia Matki Bożej pochodzi z XX wieku.